# Wilson County, North Carolina
Wilson County är ett administrativt område i delstaten North Carolina, USA, med 81 234 invånare. Den administrativa huvudorten (county seat) är Wilson. 

## Geografi
Enligt United States Census Bureau har countyt en total area på 969 km². 961 km² av den arean är land och 8 km² är vatten. 

### Angränsande countyn
- Nash County - norr
- Edgecombe County - nordost
- Pitt County - öster
- Greene County - sydost
- Wayne County - söder
- Johnston County - sydväst